# Ne (kana)
ね in hiragana o ネ in katakana è un kana giapponese che rappresenta una mora. La sua pronuncia è [ne].
| Forma                    | Rōmaji     | Hiragana                   | Katakana                   |
| ------------------------ | ---------- | -------------------------- | -------------------------- |
| Normale n- (な行 na-gyō) | ne         | ね                         | ネ                         |
| Normale n- (な行 na-gyō) | nei nee nē | ねい, ねぃ ねえ, ねぇ ねー | ネイ, ネィ ネエ, ネェ ネー |

## Scrittura

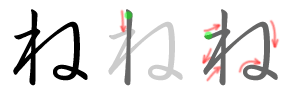
Stile di scrittura di ね

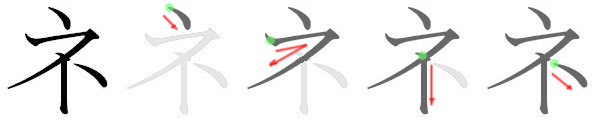
Stile di scrittura di ネ